# Saint-Paul-le-Gaultier
Saint-Paul-le-Gaultier é uma comuna francesa na região administrativa do País do Loire, no departamento de Sarthe. Estende-se por uma área de 15.15 km². Em 2010 a comuna tinha 294 habitantes (densidade: 19,4 hab./km²).